# 224831 Neeffisis
224831 Neeffisis este un asteroid din centura principală de asteroizi.

## Descriere
224831 Neeffisis este un asteroid din centura principală de asteroizi. A fost descoperit pe 27 noiembrie 2006 la Taunus de Erwin Schwab și Rainer Kling. Asteroidul prezintă o orbită caracterizată de o semiaxă mare de 2,20 ua, o excentricitate de 0,12 și o înclinație de 3,7° în raport cu ecliptica.